# Johnny Kitagawa
John Hiromu Kitagawa o simplement conegut com a Johnny Kitagawa (ジャニー喜多川, Los Angeles, 1931—Tòquio, 9 de juliol de 2019) fou un productor musical de talents, fundador de l'agència Johnny & Associates, dedicada a la promoció de joves japonesos en el camps dels idols. Era considerat el productor de talents masculins de més èxit al Japó.
Fill d'un sacerdot budista, va néixer i créixer a la ciutat de Los Angeles. Kitagawa va abandonar els Estats Units pel Japó després de l'esclat de la guerra al Pacífic, i no va tornar fins a finals de la dècada de 1940 i, més tard, va servir a l'armada estatunidenca, ensenyant anglès durant la Guerra de Corea als orfes.
El 1950 va decidir traslladar-se al Japó durant l'ocupació americana. Allà estabí l'agència Johnny & Associates l'any 1963, que amb el temps ha arribat a ser la de major èxit a nivell masculí, amb grups com SMAP, Arashi o KAT-TUN. L'agència va fundar un precedent al país, com el mateix Kitagawa va relatar:
| « | Vaig començar en una era en la qual els nois, talents masculins, no cantaven i ballaven al Japó […] Allò va ser un repte, i es va convertir en una propaganda única en el món de l'entreteniment, quelcom sense precendents. | » |

Sobre la seva persona s'ha rumorejat que era homosexual i, a més, se'l va acusar que s'aprofitava dels nois menors que té al seu càrrec. Tanmateix, els presumptes fets foren investigats i revocats per la justícia japonesa l'any 2003.
Kitagawa té tres records Guinness: per la major quantitat de concerts produïts, amb unes xifres de 8.419 entre el 2000 i el 2010; el major nombre de singles produïts que han quedat en la posició número 1 de les llistes de vendes, uns 232, amb dades basades en les llistes d'entre 1974 i 2010; finalment, pel nombre d'actes o representacions d'èxit que ha produït, amb un total de 35.
Va morir el 9 de juliol de 2019 als 87 anys.